# Yo sí me enamoré (álbum)
Yo sí me enamoré es el título del álbum debut de estudio en solitario grabado por el cantante estadounidense Huey Dunbar, Fue lanzado al mercado bajo el sello discográfico Sony Discos el 27 de febrero de 2001. El álbum fue producido por Omar Alfanno, coproducido por Kike Santander, Sergio George y Alejandro Jaén y contiene 11 canciones. Donde incursiona en ritmos como el bolero, la balada romántica, el pop latino y el bolero-son, incluye también un tema a dúo con la cantante y actriz mexicana Lucero en un ritmo balada-pop y otro en salsa. El primer sencillo del álbum de título es «Yo sí me enamoré» fue nominado al Premio Grammy Latino a la Mejor Canción Tropical en la 2°. entrega de los Premios Grammy Latinos celebrados el martes 30 de octubre de 2001.

## Lista de canciones
| Yo sí me enamoré |                          |                                                                          |          |  |
| N.º              | Título                   | Escritor(es)                                                             | Duración |  |
| 1.               | «Yo sí me enamoré»       | Alejandro Jaén · William Paz                                             | 4:05     |  |
| 2.               | «Con cada beso»          | Fernando Osorio · Andrew Thomas                                          | 4:00     |  |
| 3.               | «Lo siento»              | Gustavo Márquez                                                          | 4:10     |  |
| 4.               | «¿A cambio de qué?»      | Xavier Santos                                                            | 4:23     |  |
| 5.               | «Ella» (Pop)             | José Alfredo Jiménez Adapt: Kike Santander                               | 4:18     |  |
| 6.               | «Lo siento»              | Gustavo Márquez                                                          | 4:20     |  |
| 7.               | «Chikicha»               | Ray Contreras · Guadalupe "Lupillo" García · Sergio George · Jimmy Greco | 3:54     |  |
| 8.               | «Amor de siempre»        | Omar Alfanno                                                             | 4:35     |  |
| 9.               | «Con cada beso»          | Fernando Osorio · Andres Thomas                                          | 4:11     |  |
| 10.              | «Yo necesito un milagro» | Kike Santander                                                           | 4:43     |  |
| 11.              | «Yo sí me enamoré»       | Alejandro Jaén · William Paz                                             | 3:41     |  |
| 46:27            |                          |                                                                          |          |  |

## Posicionamiento en las listas
| Lista (2001)                         | Máxima posición |
| ------------------------------------ | --------------- |
| U.S. Billboard Tropical/Salsa Albums | 1               |

### Sucesión y posicionamiento
| Predecesor: Bachatahits 2001 de Varios artistas | U.S. Billboard Tropical/Salsa Albums — Álbum N°. 1 28 de abril de 2001 - 4 de mayo de 2001 | Sucesor: Mania 2050 de Grupo Manía |